# 실효의 원칙
실효의 원칙(失效의 原則)이란 권리자가 자신의 권리를 장기간 행사하지 않아 상대방이 이제는 그 권리의 주장이 더 이상 없을 것이라고 믿고 있는데, 사후에 그 권리를 다시 행사하는 것이 권리남용으로서 허용되지 않고, 따라서 상대방은 신의칙에 근거하여, 상대방의 권리행사에 대해 실효의 항변을 할 수 있다는 것이다. 실효의 원칙은 기간의 정함이 없는 항소권, 행사기간의 정함이 없는 각종의 신청, 형소소권 등에 적용된다.
제1차 세계대전 이후 독일 판례에서 나타나기 시작하여 지이베르트 교수가 이론화하였다.

## 요건
1. 소송상 권능의 장기간 불행사
2. 더 이상 권리를 행사하지 않을 것이라는 정당한 기대

## 사례
- 택시운전사가 운전면허 정지기간중의 운전행위를 하다가 적발되어 형사처벌을 받았으나 행정청으로부터 아무런 행정조치가 없어 안심하고 계속 운전업무에 종사하던 중, 3년여가 지난 후에 행정청이 가장 무거운 조치인 운전면허 취소를 한 경우 실권의 법리에 의해 위법할 수 있다[1]
- 근로자들이 면직 후 바로 아무런 이의 없이 퇴직금을 수령하였으며 그로부터 9년 후 1980년해직공무원의보상등에관한특별조치법 소정의 보상금까지 수령하였다면 면직일로부터 10년이 다 되어 면직처분무효확인의 소를 제기함은 신의성실의 원칙에 반하거나 실효의 원칙에 따라 권리의 행사가 허용되지 않는다고 본 사례[2].

## 판례
- 권리행사가 이른바 신의칙에 반하는 결과가 되어 허용되지 않는 경우라는 것은 권리자의 주관적인 동기가 고려되지 않는다 하더라도 그에게 권리행사의 기회가 있어서 이를 현실적으로 기대할 수가 있었음에도 불구하고 행사하지 않은 경우에 한하는 것인바, 조건부 징계해임처분을 당한 원고가 퇴직금을 수령하였다 하여 위 조건부 징계해임결의절차에 하자가 있어서 그 결의 자체가 무효라는 것까지 알면서 이를 승인한 것으로 단정하기는 어렵고, 또한 그 후 원고와 같이 조건부 징계해임결의에 따라 사직원을 제출하여 의원면직으로 처리된 사람이 피고를 상대로 제기한 소송이 대법원의 상고기각판결로 피고패소가 확정되자 곧바로 원고가 이 사건 소를 제기한 것이 징계처분일로부터 10년 남짓 기간이 경과된 후인 경우에는 원고의 권리행사의 지체가 그의 단순한 주관적인 동기에 비롯된 것으로 보기 어렵고 상대방인 피고로서도 이제는 원고가 그의 권리를 행사하지 아니할 것이라고 신뢰할 정당한 사유가 있었다고 볼 수 없으니, 원고의 권리행사가 신의성실에 반하여 그 권리가 실효되었다고 단정할 수는 없다[3]
- 일반적으로 권리의 행사는 신의에 좇아 성실히 하여야 하고 권리는 남용하지 못하는 것이므로 권리자가 실제로 권리를 행사할 수 있는 기회가 있었음에도 불구하고 상당한 기간이 경과하도록 권리를 행사하지 아니하여 의무자인 상대방으로서도 이제는 권리자가 권리를 행사하지 아니할 것으로 신뢰할 만한 정당한 기대를 가지게 된 다음에 새삼스럽게 그 권리를 행사하는 것이 법질서 전체를 지배하는 신의성실의 원칙에 위반하는 것으로 인정되는 결과가 될 때에는 이른바 실효의 원칙에 따라 그 권리의 행사가 허용되지 않는다고 보아야 할 것이고, 또한 실효의 원칙이 적용되기 위하여 필요한 요건으로서의 실효기간(권리를 행사하지 아니한 기간)의 길이와 의무자인 상대방이 권리가 행사되지 아니하리라고 신뢰할 만한 정당한 사유가 있었는지의 여부는 일률적으로 판단할 수 있는 것이 아니라 구체적인 경우마다 권리를 행사하지 아니한 기간의 장단과 함께 권리자측과 상대방측 쌍방의 사정 및 객관적으로 존재한 사정 등을 모두 고려하여 사회통념에 따라 합리적으로 판단하여야 할 것이다.[4]

- 일반적으로 권리의 행사는 신의에 좇아 성실히 하여야 하고 권리는 남용하지 못하는 것이므로 권리자가 실제로 권리를 행사할 수 있는 기회가 있어서 그 권리 행사의 기대가능성이 있었음에도 불구하고 상당한 기간이 경과하도록 권리를 행사하지 아니하여 의무자인 상대방으로서도 이제는 권리자가 권리를 행사하지 아니할 것으로 신뢰할 만한 정당한 기대를 가지게 된 다음에 새삼스럽게 그 권리를 행사하는 것이 법질서 전체를 지배하는 신의성실의 원칙에 위반하는 것으로 인정되는 결과가 될 때에는, 이른바 실효의 원칙에 따라 그 권리의 행사가 허용되지 않는다고 보아야 할 것이다[5].

- 실효의 원칙이라 함은 권리자가 장기간에 걸쳐 그 권리를 행사하지 아니함에 따라 그 의무자인 상대방이 더 이상 권리자가 권리를 행사하지 아니할 것으로 신뢰할 만한 정당한 기대를 가지게 된 경우에 새삼스럽게 권리자가 그 권리를 행사하는 것은 법질서 전체를 지배하는 신의성실의 원칙에 위반되어 허용되지 아니한다는 것을 의미하고, 항소권과 같은 소송법상의 권리에 대하여도 이러한 원칙은 적용될 수 있다[6]

- 위 요건의 구비여부는 일률적으로 판단할 수 있는 것이 아니라 구체적인 경우마다 권리를 행사하지 아니한 기간의 장단과 함께 권리자측과 상대방측 쌍방의 사정 및 객관적 사정 등을 모두 고려하여 사회통념에 따라 합리적으로 판단하여야 한다[7]
- 이른바 실효의 원칙이 적용되기 위하여 필요한 요건으로서의 실효기간(권리를 행사하지 아니한 기간)의 길이와 의무자인 상대방이 권리가 행사되지 아니하리라고 신뢰할 만한 정당한 사유가 있었는지의 여부는 일률적으로 판단할 수 있는 것이 아니라 구체적인 경우마다 권리를 행사하지 아니한 기간의 장단과 함께 권리자측과 상대방측 쌍방의 사정 및 객관적으로 존재한 사정 등을 모두 고려하여 사회통념에 따라 합리적으로 판단하여야 한다[8].

- 항소권과 같은 소송법상의 권리에 대하여도 실효의 원칙은 적용될 수 있다[9]

## 같이 보기
- 신의성실의 원칙
- 신뢰보호의 원칙
- 권리행사의 태만